# Mielmukkavaara
Mielmukkavaara är ett berg i Finland. Det ligger i Muonio i landskapet Lappland, i den norra delen av landet, 900 km norr om huvudstaden Helsingfors. Toppen på Mielmukkavaara är 471 meter över havet.
Terrängen runt Mielmukkavaara är huvudsakligen platt, men den allra närmaste omgivningen är kuperad.  Trakten runt Mielmukkavaara är nära nog obefolkad, med mindre än två invånare per kvadratkilometer. Närmaste större samhälle är Muonio, 17,0 km sydost om Mielmukkavaara. 